# トゥ・ビー・コンティニュード
『トゥ・ビー・コンティニュード』（To Be Continued…）は、1990年に発表されたエルトン・ジョンのベスト・アルバム・ボックスセット。同内容の日本仕様版『エルトン・ジョン GREAT BOX』についても記す。

## 解説
1990年発売の豪華4枚ボックスセット。デビューから当時までのヒット曲を年代順に収めている。また初公開のレアな曲も幾つか含まれている。
米国版は厚紙の外箱に、4枚のCDケースが平たく並ぶ。英国版は縦長のブックレット型ケース。日本版は英国版に解説・歌詞の日本語訳ブックレットと帯を付したものであったが、他に『エルトン・ジョン GREAT BOX』と称するほぼ同内容のセットも発売された。
2000年10月には米国版がリマスター化され再発された。限定盤であるため、シリアル番号が付されている。

## 収録曲
- CD-1　1965 to 1972

1. カム・バック・ベイビー - Come Back Baby（ブルーソロジー時代のシングル）
  - 本作のみの収録。エルトンがソロデビュー前に在籍していたバンド、ブルーソロジー名義の曲。詞曲ともエルトンによる。
2. レディ・サマンサ - Lady Samantha (Mono)
  - 1969年シングル曲。1980年『レディ・サマンサ』、1992年『イエス・イッツ・ミー〜レア・トラックス』にはステレオミックスが収録。
3. イエス・イッツ・ミー - It's Me That You Need
4. 僕の歌は君の歌（デモバージョン） - Your Song［Demo］
  - 本作のみの収録。
5. ロックン・ロール・マドンナ - Rock And Roll Madonna
  - 1970年シングル曲。1980年『レディ・サマンサ』、1992年『イエス・イッツ・ミー〜レア・トラックス』に収録。
6. 悪い月 - Bad Side Of The Moon
  - 1970年シングル「人生の壁」B面曲。1980年『レディ・サマンサ』、1992年『イエス・イッツ・ミー〜レア・トラックス』に収録。
7. 僕の歌は君の歌 - Your Song
8. パイロットにつれていって - Take Me To The Pilot
9. 人生の壁 - Border Song
10. 60才のとき - Sixty Years On
11. 故郷は心の慰め - Country Comfort
12. グレイ・シール - Grey Seal
  - 「ロックン・ロール・マドンナ」B面曲。後にアレンジを変えて『黄昏のレンガ路』に収録された楽曲。1980年『レディ・サマンサ』、1992年『イエス・イッツ・ミー〜レア・トラックス』に収録。
13. フレンズ - Friends
  - 『フレンズ〜オリジナル・サウンドトラック』収録曲。1980年『レディ・サマンサ』、1992年『イエス・イッツ・ミー〜レア・トラックス』に収録。
14. リーヴォンの生涯 - Levon
15. 可愛いダンサー - Tiny Dancer
16. マッドマン - Madman Across The Water
17. ホンキー・キャット - Honky Cat
18. モナ・リザ・アンド・マッド・ハッター - Mona Lisas And Mad Hatters

- CD-2　1972 to 1974

1. ロケット・マン - Rocket Man (I Think It's Going To Be A Long Long Time)
2. ダニエル - Daniel
3. クロコダイル・ロック - Crocodile Rock
4. ベニーとジェッツ - Bennie And The Jets
5. グッバイ・イエロー・ブリック・ロード - Goodbye Yellow Brick Road
6. 女の子、みんなアリスに首ったけ - All The Girls Love Alice
  - 『GREAT BOX』未収録。
7. 葬送～血まみれの恋はおしまい - Funeral For A Friend/Love Lies Bleeding
8. 帰っておいで、僕のところに（またうまくやっていける） - Whenever You're Ready(We'll Go Steady Again)
  - シングル「土曜の夜は僕の生きがい」B面曲。1980年『レディ・サマンサ』、1992年『イエス・イッツ・ミー〜レア・トラックス』に収録。
9. 土曜の夜は僕の生きがい - Saturday Night's Alright For Fighting
10. いたずらジャック - Jack Rabbit
  - 『GREAT BOX』未収録。『黄昏のレンガ路』未収録曲。シングル「土曜の夜は僕の生きがい」B面。1980年『レディ・サマンサ』、1992年『イエス・イッツ・ミー〜レア・トラックス』に収録。
11. ハーモニー - Harmony
12. ヤング・マンズ・ブルース - Young Man's Blues（英題：Screw You）
  - 当初の題名「スクリュー・ユー」は、米国ではスラングで卑猥な意味を持つため変更された。シングル「グッバイ・イエロー・ブリック・ロード」B面曲。1980年『レディ・サマンサ』、1992年『イエス・イッツ・ミー〜レア・トラックス』に収録。
13. ステップ・イントゥ・クリスマス（旧邦題：ロックン・ロールで大騒ぎ） - Step Into Christmas
  - 1973年シングル。クリスマス曲。1992年『イエス・イッツ・ミー〜レア・トラックス』に収録。
14. あばずれさんのお帰り - The Bitch Is Back
15. ピンボールの魔術師 - Pinball Wizard
16. 僕を救ったプリマドンナ - Someone Saved My Life Tonight

- CD-3　1974 to 1982

1. フィラデルフィア・フリーダム - Philadelphia Freedom
  - 1975年シングル。
2. ワン・デイ - One Day At A Time
3. ルーシー・イン・ザ・スカイ・ウィズ・ダイアモンズ - Lucy In The Sky With Diamonds
  - 上二曲はジョン・レノンとのコラボレーションシングル。
4. アイ・ソー・ハー・スタンディング・ゼア（ライヴ） - I Saw Her Standing There ［Live］（with ジョン・レノン）
  - ライヴアルバム『ヒア・アンド・ゼア〜ライブ・イン・ロンドン&N.Y.』のリマスター盤に収録。
5. アイランド・ガール - Island Girl
6. 悲しみのバラード - Sorry Seems To Be The Hardest Word
7. 恋のデュエット - Don't Go Breaking My Heart（with キキ・ディー）
8. さすらいの弾丸（ライヴ） - I Feel Like A Bullet(In The Gun Of Robert Ford)［Live］
  - 『ロック・オブ・ザ・ウェスティーズ』収録曲。1977年5月ロンドンでのライヴバージョン。
9. 僕の小さなわがまま - Ego (Full Length Version)
10. ソング・フォー・ガイ - Song For Guy
11. キャント・バイ・ユー・ラヴ - Mama Can't Buy You Love
12. カルティエ - Cartier
  - 『GREAT BOX』未収録。『21 AT 33』からのシングル「恋という名のゲーム」B面。エルトン＆バーニー作。カルティエの宣伝に使用された。
13. リトル・ジニー - Little Jeannie (Full Length Version)
14. ドネー・プワー・ドネー - Donner Pour Donner（with フランス・ギャル） 
  - 1980年、フランスでのシングル「Les Aveux」B面。バーニー＆ミシェル・ベルジェ作。A面曲はバーニー＆エルトンの「Reach out to me」にフランス語歌詞を付けたもの。
15. ファンファーレ - Fanfare
16. 愛しのクロエ - Chloe
17. リトリート - The Retreat
  - 『GREAT BOX』未収録。エルトン＆バーニー作。『21 AT 33』アウトテイク。シングル「君はプリンセス」B面。
18. ブルー・アイズ - Blue Eyes

- CD-4　1982 to 1990

1. エンプティ・ガーデン - Empty Garden(Hey Hey Johnny)
2. ブルースはお好き？ - I Guess That's Why They Call It The Blues
3. アイム・スティル・スタンディング - I'm Still Standing
4. サッド・ソングス - Sad Songs(Say So Much)
5. エルトンの｢ケンカ大作戦｣ - Act Of War [single edit]（with ミリー・ジャクソン）
  - 1985年シングル。
6. 悲しみのニキタ - Nikita
7. 風の中の火のように（ライヴ） - Candle In The Wind［Live］
8. カーラのエチュード（ライヴ） - Carla Etude［Live］
  - 『エルトン・スーパー・ライヴ 〜栄光のモニュメント〜』収録時のアウトテイク。
9. 僕の瞳に小さな太陽（ライヴ） - Don't Let The Sun Go Down On Me［Live］［single edit］
10. アイ・ドント・ワナ・ゴー・オン（リミックス） - I Don't Wanna Go On With You Like That［Shep Pettibone Mix］
11. ギブ・ピース・ア・チャンス - Give Peace A Chance
  - 『GREAT BOX』未収録。『スリーピング・ウィズ・ザ・パスト』よりのシングル「恋人たちの酒場」B面。楽曲についてはリンク先参照。
12. サクリファイス - Sacrifice
13. メイド・フォー・ミー - Made For Me
  - ここからの四曲はドン・ウォズプロデュースの新曲。全曲エルトン＆バーニー作。
14. ユー・ゴッタ・ラヴ・サムワン - You Gotta Love Someone
  - 映画『デイズ・オブ・サンダー』サントラ収録曲。
15. ナイト・トーキング - I Swear I Heard The Night Talking
16. イージアー・トゥ・ウォーク・アウェイ - Easier To Walk Away

日本版はほぼ米版に準拠。英版は「ユー・ゴッタ～」「ナイト・トーキング」に代わって『ザ・ワン』アウトテイクの「スーツ・オブ・ウルブズ (Suit Of Wolves)」、『ザ・ワン』より「アンダースタンディング・ウーマン」が収録された。